# Virginie Lovelinggebouw

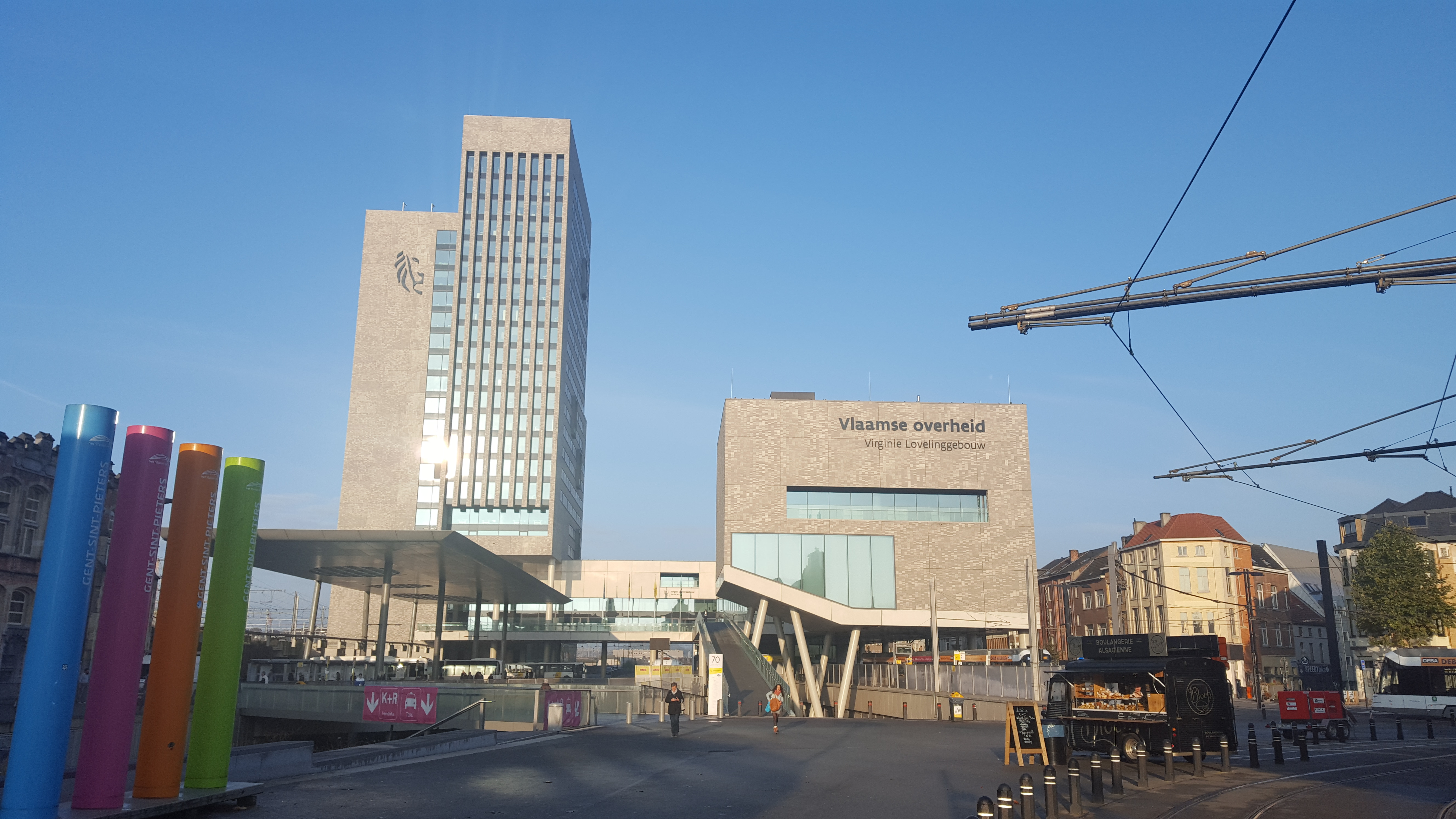
Het Virginie Lovelinggebouw en de omgeving van het station

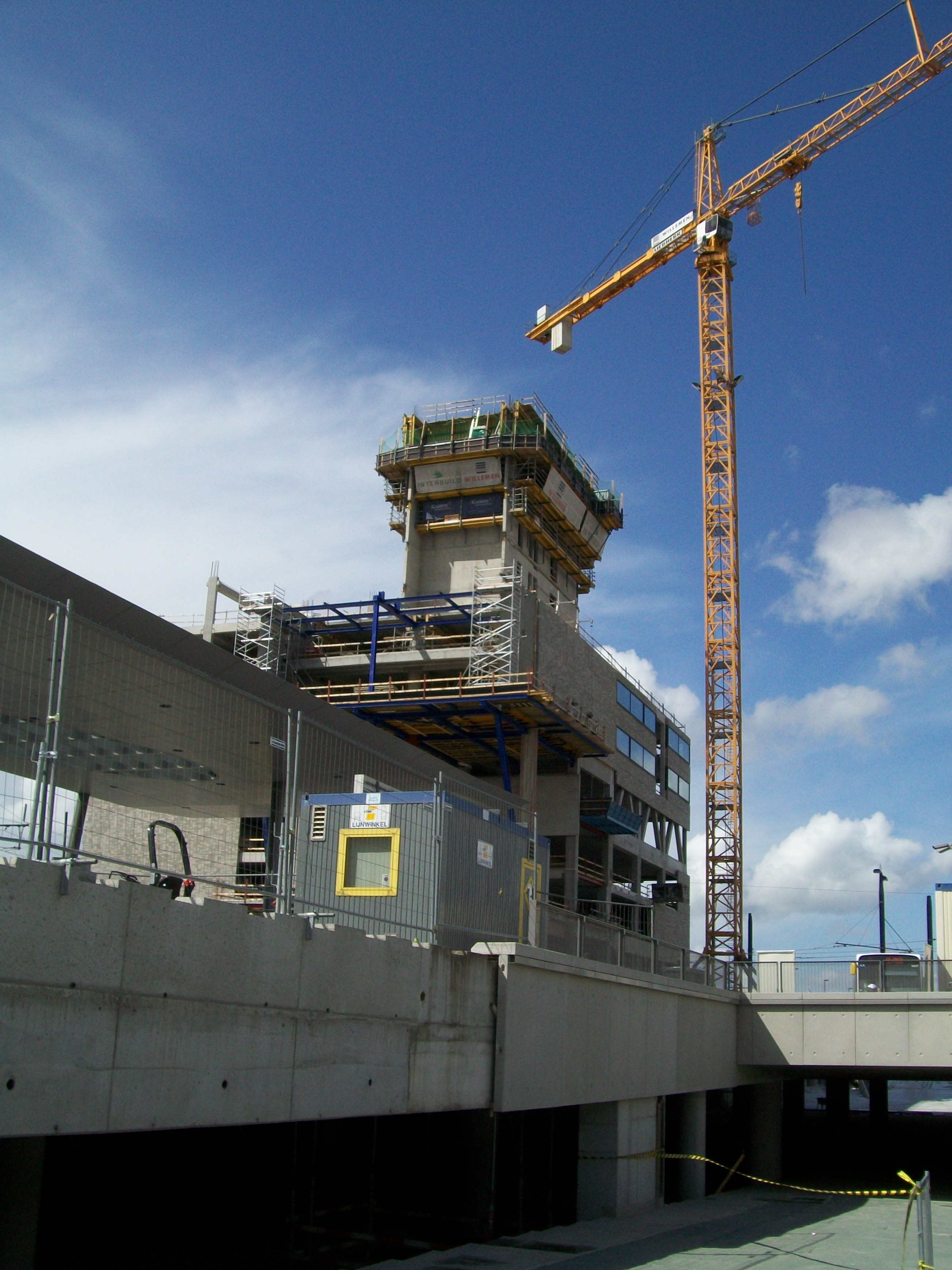
Het Virginie Lovelinggebouw in aanbouw (april 2012).

Het Virginie Lovelinggebouw (werknaam 'De Link') is een kantoorgebouw aan het Gentse Sint-Pietersstation, meer bepaald aan de Koningin Fabiolalaan, ten westen van het Koningin Maria Hendrikaplein. De toren van het gebouw is meteen de derde hoogste toren van de stad, na de Arteveldetoren (118,5 meter) en het Belfort (95 meter), en verdrijft hiermee de Sint-Baafskathedraal met zijn 89 meter uit de top 3. Het Virginie Lovelinggebouw is het laatste, en tevens het grootste, van de vijf provinciaal gecentraliseerde VAC's (Vlaams administratief centrum).

## Ontwerp
Op 11 maart 2010 werd het ontwerp bekendgemaakt van de eerste kantoortoren die langs de Koningin Fabiolalaan zal worden gebouwd, precies op de kop van de nieuwe kantoor- en woonzone, aan het Koningin Maria-Hendrikaplein. Uit de laatste vijf kandidaten werd gekozen voor het ontwerp van Mauro Poponcini en Patrick Lootens (Polo Architects). De jury van de internationale architectuurwedstrijd, onder voorzitterschap van oud-burgemeester Frank Beke, besteedde speciale aandacht aan de kwaliteit van het stedenbouwkundige en architecturale ontwerp, energie-efficiëntie en duurzaamheid en economische efficiëntie.
Het gebouw, omschreven als elegante dame, bestaat enerzijds uit een L-vormig laag gebouw van 3 verdiepingen (17,5 meter) met op de kop een auditorium (23 meter). Deze zijarm krijgt een publieke functie, waarin bijvoorbeeld een tentoonstellingsruimte kan komen of waar kleine evenementen en bijeenkomsten kunnen worden georganiseerd. Anderzijds uit een toren van 90 meter vlak naast de sporenbundels van het station. In deze 22 verdieping hoge toren krijgen 1200 personeelsleden die hun vorig gebouw moesten verlaten van de Vlaamse Overheid hun werkplek (Vlaams Administratief Centrum). Tussen de 2 gebouwen biedt een 'zwevend' voorplein uitzicht op het Koningin Maria Hendrikaplein.

## Naam
Toen het winnende ontwerp bekend werd gemaakt, lanceerde Euro Immo Star (dochterbedrijf van NMBS) de wedstrijd 'verzin een naam voor het nieuwe gebouw' via de website van het Project Gent-Sint-Pieters. De naam diende de identiteit van het gebouw, de wijk en de stad Gent te versterken. Ze moest in een reeks kunnen passen en aan evenementen gekoppeld kunnen worden. De jury koos uit meer dan 350 uitzendingen voor 'De Link'.
Bij de eerstesteenlegging werd duidelijk dat 'De Link' slechts de werknaam van het gebouw zou zijn. Het gebouw zal officieel ingehuldigd worden als het Virginie Lovelinggebouw, genoemd naar de in 1923 overleden schrijfster Virginie Loveling.

## Bouw
De bouw van het Virginie Lovelinggebouw startte in de zomer van 2011. De officiële eerste steen werd pas in december 2011 gelegd door burgemeester Daniël Termont. Het betreft een gedenksteen met daarin een urne met een getekend perkament, muntstukken en kranten.
In augustus 2012 werd gestart met de bouw van de zijarm. Hiervoor moest tramlijn 1 in de richting van Flanders Expo, drie maanden ingekort worden. Ook voetgangers en fietsers dienden een omleiding te volgen. Om de ruwbouw zo snel mogelijk rond te krijgen, werd gekozen voor een stalen in plaats van een betonnen constructie. De ruwbouw van de zijarm zal in mei/juni 2013 klaar zijn.
Het hoogste punt van (de kern) van de toren werd bereikt begin november 2012. Het Virginie Lovelinggebouw werd opgeleverd in het voorjaar van 2014.
Tijdens de bouw deden zich enkele problemen voor. Zo kwamen op 7 september 2012 enkele dragende naspanningskabels los waardoor een gedeelte van de betonwand werd beschadigd. De achterkant van de toren moest daardoor tijdelijk gestut worden.
Het gebouw werd door de aannemer opgeleverd in de week van 20 januari en werd vervolgens officieel ingehuldigd op donderdag 13 februari 2014. Tegen de zomer van 2014 verhuisden 29 diensten van de Vlaamse overheid, toen nog verspreid over de Gentse omgeving, naar de Lovelingtoren.